# スプルーアンス (ミサイル駆逐艦)
|          |                                                                                               |
| 艦歴     |                                                                                               |
| 発注     | 2002年9月13日                                                                                 |
| 起工     | 2009年5月14日                                                                                 |
| 進水     | 2010年6月5日                                                                                  |
| 就役     | 2011年9月1日                                                                                  |
| 退役     |                                                                                               |
| その後   | 就役中                                                                                        |
| 要目     |                                                                                               |
| 排水量   | 9,648 トン                                                                                    |
| 全長     | 155.3 m (509 ft 6in)                                                                          |
| 全幅     | 20.1 m (66 ft)                                                                                |
| 吃水     | 9.4 m (31 ft)                                                                                 |
| 機関     | COGAG方式                                                                                     |
| 機関     | LM 2500-30ガスタービンエンジン (27,000shp) ×4基                                               |
| 機関     | 可変ピッチプロペラ（5翔）×2軸                                                                 |
| 最大速   | 31ノット                                                                                      |
| 航続距離 | 4,400 海里（20ノット時）                                                                      |
| 乗員     | 士官、兵員 380名                                                                              |
| 兵装     | Mk.45 mod.4 5インチ単装砲 ×1基                                                                |
| 兵装     | Mk.38 25mm単装機関砲 ×2基                                                                     |
| 兵装     | Mk.15 20mmCIWS×1基                                                                            |
| 兵装     | M2 12.7mm機銃 ×4挺                                                                            |
| 兵装     | Mk.41 mod.15 VLS ×96セル - SM-2MR SAM - ESSM 短SAM - VLA SUM - トマホーク SLCM などを発射可能 |
| 兵装     | Mk.32 3連装短魚雷発射管×2基                                                                   |
| 艦載機   | MH-60R×2機搭載可能                                                                            |
| C4ISTAR  | AWS B/L 7 (Mk.99 GMFCS×3基)                                                                   |
| C4ISTAR  | AN/SQQ-89A(V)15                                                                               |
| センサ   | AN/SPY-1D(V) 多機能レーダー×4面                                                               |
| センサ   | AN/SPS-67 対水上レーダー×1基                                                                  |
| センサ   | AN/SQS-53C(V)1艦首装備ソナー                                                                  |
| 電子戦   | AN/SLQ-32(V)3 ESM/ECM装置                                                                     |
| 電子戦   | Mk 36 SRBOC デコイ発射機                                                                      |
| モットー |                                                                                               |

スプルーアンス (USS Spruance, DDG-111) は、アメリカ海軍のミサイル駆逐艦。アーレイ・バーク級ミサイル駆逐艦の61番艦。艦名はレイモンド・スプルーアンス海軍大将にちなむ。その名を持つ艦としてはスプルーアンス級駆逐艦1番艦に続いて2隻目である。

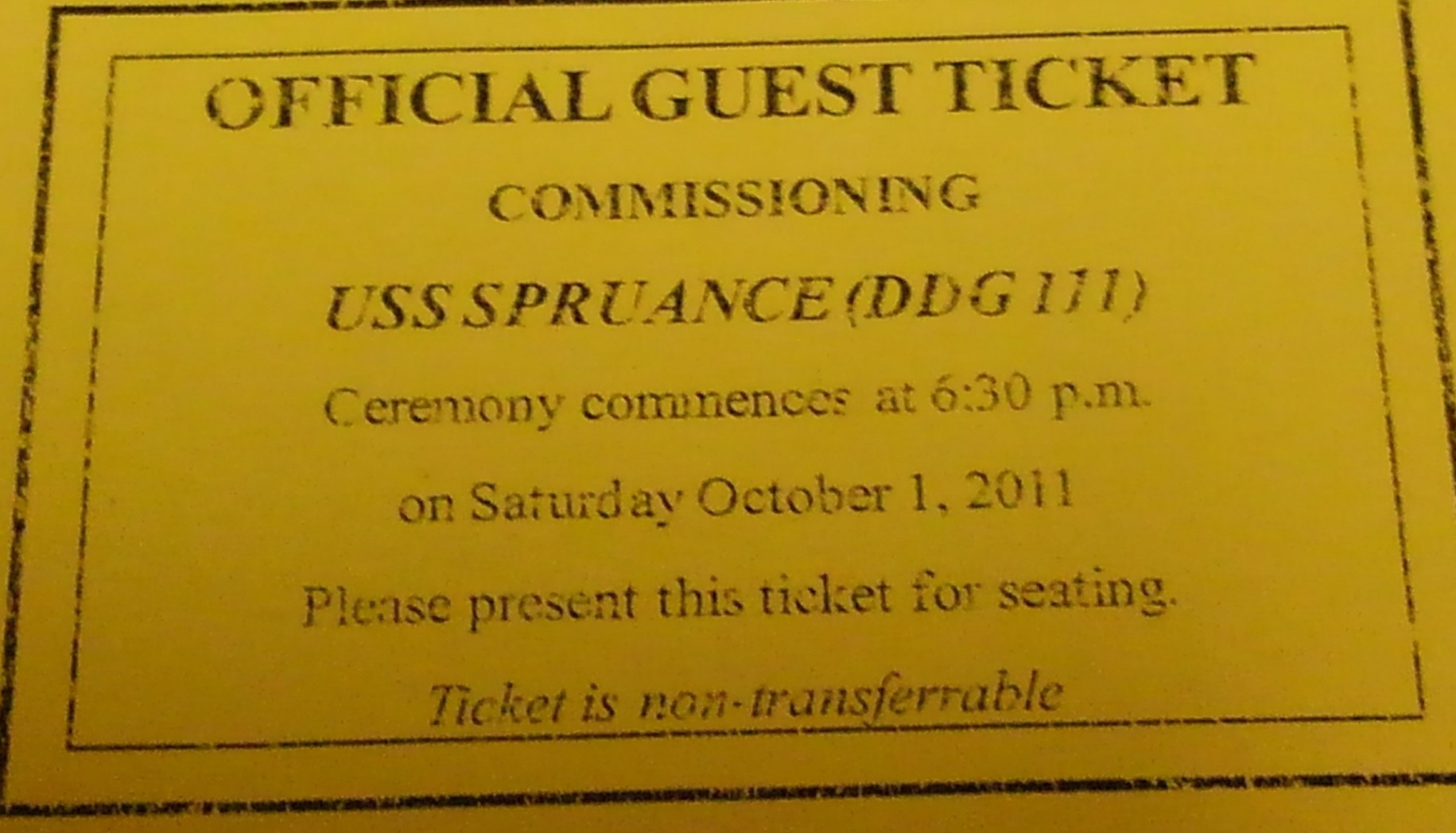
スプルーアンスの就役記念式典チケット

## 艦歴
2009年5月14日にメイン州のバス鉄工所で起工され、2010年6月5日、スプルーアンスの孫娘エレンの手によって進水式が行われ、2011年9月1日に就役した。
2013年10月16日、初展開のためカリフォルニア州サンディエゴを出港。任務を完了したあとの2014年4月17日にサンディエゴに帰投した。
2019年2月11日、同級艦プレブルと共に南シナ海の南沙諸島近海にて航行の自由作戦を決行した。